# سیرندورف
سیرندورف (به آلمانی: Sierndorf) یک منطقهٔ مسکونی در اتریش است که در ناحیه کورنویبورگ واقع شده‌است. سیرندورف ۳٬۱۳۲ نفر جمعیت دارد.